# 約克城足球會
約克城足球會（英語：York City Football Club）是位於英格蘭約克郡-亨伯區域北約克郡約克的足球會，成立於1922年，在1929年加入英格蘭足球聯賽，主要在低級組別作賽，於2012年透過附加賽升班英格蘭足球乙級聯賽。現於英格蘭足球全國聯賽作賽。
約克城在1970年代於聯賽曾升上第二層的乙組聯賽渡過兩季，但在2003–04年球季從丙級聯賽降班到英格蘭足球議會全國聯賽，自此一直未能回復聯賽球隊的身份。約克城在盃賽比聯賽取得更好成績，於1955年晉級英格蘭足總盃準決賽；1995–96年球季約克城於英格蘭聯賽盃在奧脫福球場以 3–0 擊敗曼聯，當屆曼聯贏得英超及足總盃雙料冠軍；同樣在足總盃，約克城曾經淘汰阿仙奴及兩次迫和利物浦。1993年約克城在舊溫布萊球場擊敗克魯贏得丙組附加賽冠軍。2009年約克城晉級英格蘭足總錦標決賽，在新溫布萊球場以 0–2 不敵史提芬納治屈居亞席。

## 大事紀年
| 年 份   | 事 項 |
| ------- | --- |
| 1922    | 約克城成立，加入中部聯賽 |
| 1929-30 | 獲選加入足球聯賽，置於丙組北區參賽                                                                                                |
| 1954-55 | 晉級足總盃準決賽 |
| 1958-59 | 聯賽重組，置於丁組參賽。丁組聯賽季軍，升班丙組                                                                                    |
| 1960    | 丙組聯賽排第21位，降班丁組 |
| 1964-65 | 丁組聯賽季軍，升班丙組 |
| 1966    | 丙組聯賽排第24位，降班丁組 |
| 1970-71 | 丁組聯賽殿軍，升班丙組 |
| 1973-74 | 丙組聯賽季軍，升班乙組 |
| 1976    | 乙組聯賽排第21位，降班丙組 |
| 1977    | 丙組聯賽排第24位，降班丁組 |
| 1983-84 | 丁組聯賽冠軍，升班丙組 |
| 1988    | 丙組聯賽排第23位，降班丁組 |
| 1992-93 | 英超成立，丁組重組為丙組〈IV〉。丙組〈IV〉排第4位，附加賽準決賽兩回合累計1-0擊敗，決賽1-1，互射十二碼5-3擊敗克魯，升班乙組〈III〉 |
| 1993-94 | 乙組〈III〉排第5位，附加賽準決賽兩回合累計0-1負於                                                                                 |
| 1999    | 乙組〈III〉排第21位，降班丙組〈IV〉                                                                                               |
| 2004    | 丙組〈IV〉排第24位，降班議會聯賽                                                                                                  |
| 2004-05 | 議會聯賽擴充，原組別更名議會全國聯賽                                                                                              |
| 2006-07 | 議會全國聯賽排第4位，附加賽準決賽兩回合累計1-2負於莫克姆                                                                          |
| 2009-10 | 議會全國聯賽排第5位，附加賽準決賽兩回合累計2-0擊敗盧頓，溫布萊決賽1-3負於牛津聯                                                   |
| 2011-12 | 決賽2-0擊敗新港郡，足總錦標冠軍；議會全國聯賽排第4位，附加賽準決賽兩回合累計2-1擊敗，溫布萊決賽2-1擊敗盧頓，升班英乙              |
| 2013-14 | 英乙聯賽排第七位，附加賽準決賽兩回合累計0-1負於費列活特                                                                           |
| 2015-16 | 英乙聯賽排第廿四位，降級足球議會全國聯賽                                                                                          |
| 2021-22 | 全國北聯賽附加賽冠軍，升班足球議會全國聯賽                                                                                        |

## 球會近況
參見2015年至2016年英格蘭足球乙級聯賽
- 2015年5月11日，歷任最近兩名主帥副手的助理領隊史堤夫·托比（Steve Torpey）宣佈離隊[1]。
- 2015年5月20日，聘請舊部兼前列斯聯教練安迪·連寧（Andy Leaning）出任守門員教練[2]。
- 2015年5月21日，聘請前林肯城領隊約翰·史高菲（John Schofield）出任助理領隊，他與領隊羅斯·韋確斯（Russ Wilcox）於球員時期同隊，並是考取教練執照的同學，兩人亦曾在斯肯索普共事[3]。
- 2015年10月26日，球隊近賽9戰未嘗一勝，聯賽榜跌到第21位，去季帶隊成功保級的領隊羅斯·韋確斯（Russ Wilcox）宣佈下台，助理領隊約翰·史高菲（John Schofield）亦一同離隊[4]。
- 2015年11月4日，聘請前登地聯領隊（Jackie McNamara）接掌帥印[5]。

### 盃賽成績
| 圈數             | 日期           | 主／客   | 對賽球隊 | 紀錄                                                |
| 聯 賽 盃         | 聯 賽 盃       | 聯 賽 盃 | 聯 賽 盃 | 聯 賽 盃                                            |
| ---------------- | -------------- | -------- | -------- | --------------------------------------------------- |
| 第一圈           | 2015年8月11日  | 主       |          | 勝2-2 （页面存档备份，存于） （加時2-2；十二碼4-2） |
| 第二圈           | 2015年8月25日  | 客       |          | 負0-3 （页面存档备份，存于）                        |
| 聯 賽 錦 標      |                |          |          |                                                     |
| 第一圈（北區東） | 輪空           | 輪空     | 輪空     | 輪空                                                |
| 第二圈（北區東） | 2015年10月5日  | 主       |          | 勝2-0                                               |
| 半準決賽（北區） | 2015年11月10日 | 客       |          | 負1-2 （页面存档备份，存于）                        |
| 足 總 盃         |                |          |          |                                                     |
| 第一圈           | 2015年11月7日  | 客       |          | 負2-3 （页面存档备份，存于）                        |

## 主場球場

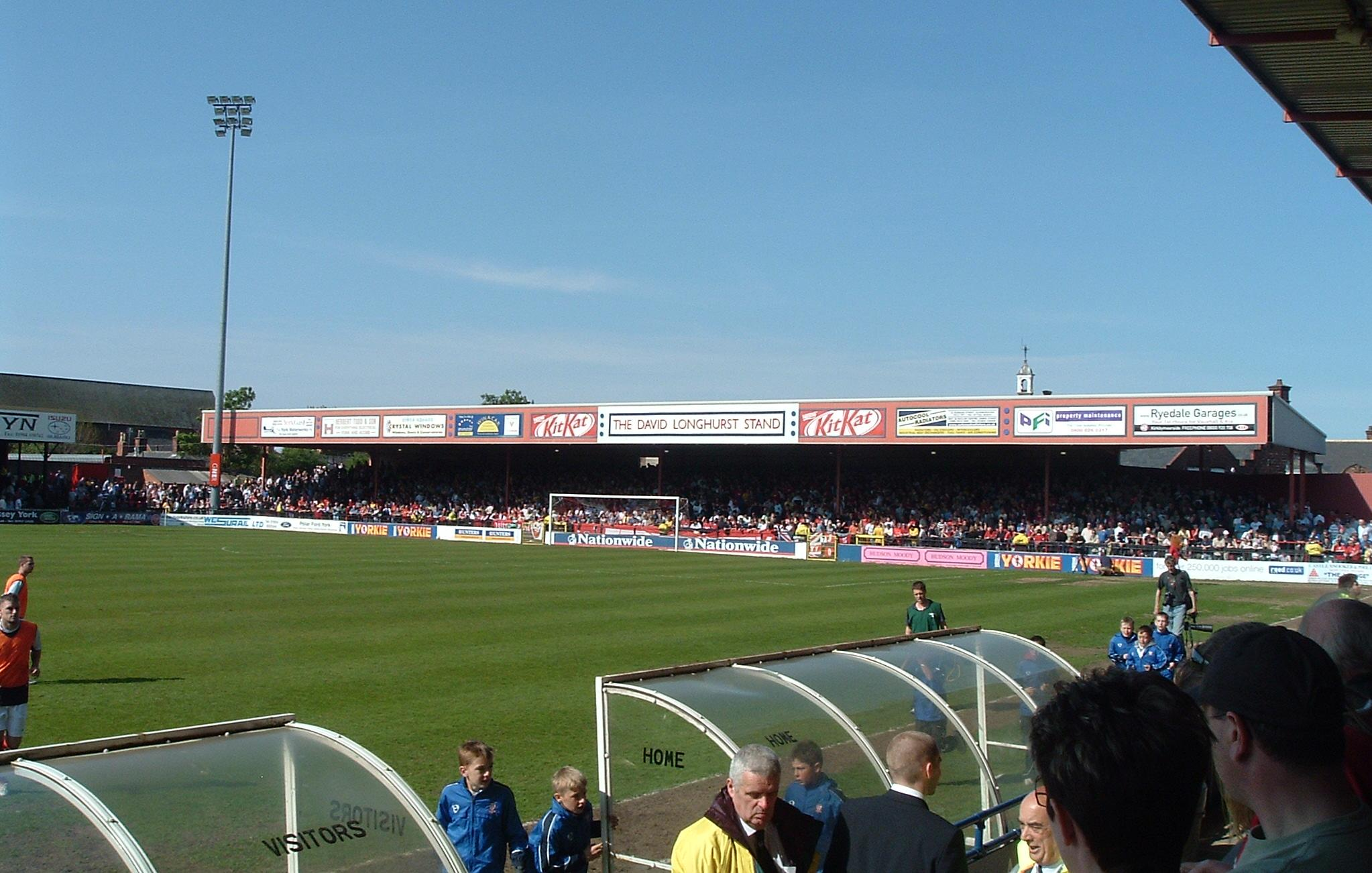
2007年的奇巧新月球場

約克城以布斯漢姆新月球場（Bootham Crescent）作為主場球場，球場由2005年至2010年稱為「奇巧新月球場」（KitKat Crescent），冠名權是雀巢贊助合約的一部分，其糖果糕點工廠是當地最大的僱主。
於1922年至1932年期間，約克城以「福佛門球場」（Fulfordgate）作為主場。1932年夏季約克城購入一幅曾用作木球場的土地建立布斯漢姆新月球場，此處比較接近球隊的支援中心及火車站，球場首先建成有蓋主看台，並於1932年8月31日啟用。1938年3月有破紀錄的28,123名球迷進場觀看約克城對哈德斯菲爾德。
球場在第二次世界大戰遭受空襲炸彈擊中而被破壞，戰後隨即用士敏土重建梯階看台，惟當時大部份看台仍沒有頂蓋。1959年球場裝置汎光燈，於10月28日在友誼賽對紐卡素首次使用。
1980年代中期花費30萬英鎊為布斯漢姆新月球場進行連串改善工程，資金主要來自1984/85年球季約克城在英格蘭足總盃的比賽，當年球隊在第四圈主場淘汰阿仙奴，第五圈主場賽和利物浦，重賽在晏菲路球場多達43,000名觀眾前才以0-7大敗出局。改善工程包括在主看台後加建接待廂房、新球會辦公室、入閘機、新防撞欄及在「大眾看台」（Popular Stand）增加坐席，使坐席數目在總容量13,185人的球場達到2,883個。
布斯漢姆新月球場的容量一度為12,475人，其中3,245個為坐席，但於1994年球場被迫將容量減少，因公眾需求而在主看台增加家庭區域（family area）及按「泰萊報告書」（Taylor Report）作出更改，將立席改為326個坐席，更需將立席人數減少以避免過度擠迫。1995年夏季更換汎光燈花費12萬2,000英鎊，新設施比舊的亮度光一倍，符合甲組球場的規定。球場草坪加設去水系統以改善冬季草地的質素，亦花費數仟英鎊。1990年代末建立一個水塔。
2003年約克城原本計畫遷移到「亨廷頓球場」（Huntington Stadium），但於獲得「足球場改善基金」（Football Stadia Improvement Fund）貸款200萬英鎊後徹回搬遷申請，並且正式購入布斯漢姆新月球場。2005年1月在獲得雀巢贊助後，更名為「奇巧新月球場」，球場現時可容9,196人，而球隊的訓練基地則在城北的韋定頓路（Wiggington road）。

## 球迷及敵對球隊

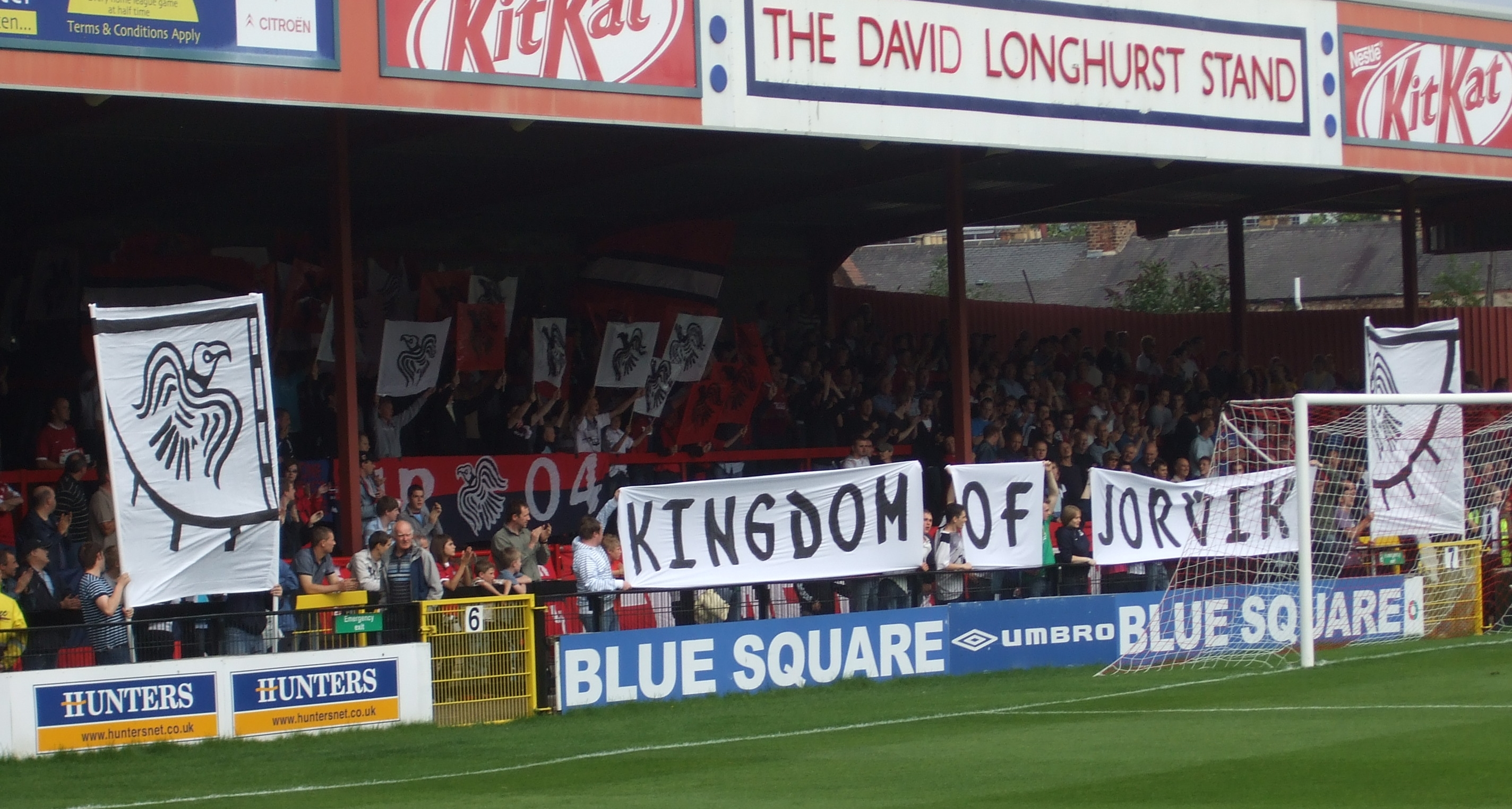
2008年一場比賽中「约维克红军」的標示

約克城是議會全國聯賽中支持度較高的球隊之一，2008/09年球季主場平均有2,286名觀眾。約克城擁有數個本地球迷組織，包括「哈罗盖特教徒」（Harrogate Minstermen）及極端球迷組織「约维克红军」（Jorvik Reds），其在球賽中的標示以其『誠信被濫用』而遭到球會限制。「約克遊牧民族會社」（York Nomad Society）是與球會有關連的足球流氓組織。與其他英格蘭職業足球會一樣，約克城亦有小部分球迷因不當行為而被球會禁止入場。
在主場比賽時球會製作一款稱為「城市檢閱」（City Review）的官方場刊，售價3英鎊的場刊具有44頁。球會的吉祥物是一隻稱為「約基獅子」（Yorkie the Lion）的獅子，經常在賽前作滑稽表演。約克郡大主教（Archbishop of York）撒他穆（John Sentamu）在2007/08年球季購買球隊的季票後成為約克城的監護人。
於2003年發表的「足球球迷統計」（Football Fans Census）揭露沒有其他球隊的球迷視約克城為他們的主要敵對球隊。約克城傳統上兩個主要敵對對手是侯城及史卡保罗夫（Scarborough），當約克城球迷視侯城為其主要敵對球隊時，這支东约克郡球隊的球迷卻認定列斯聯才是他們的主要敵對球隊。約克城亦與哈利法克斯镇（Halifax Town）建立同城敵對關係，夏利法斯是約克城在議會聯賽中最鄰近的球隊，但因夏利法斯在2008年被罰降班而停止。

## 榮譽

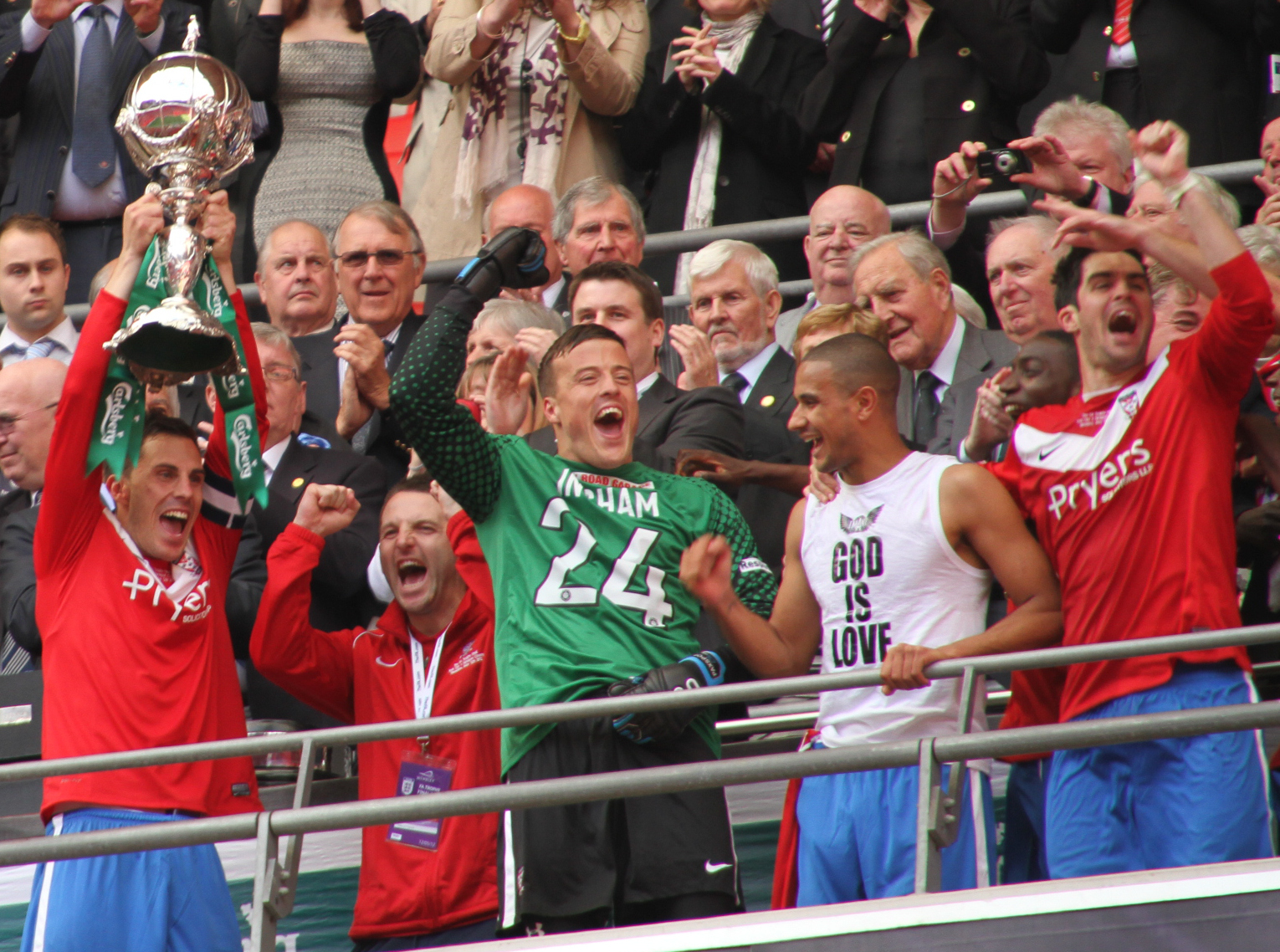
約克城贏得2012年英格蘭足總錦標冠軍

約克城獲得的榮譽如下：
| 榮譽                        | 年度                              |
| --------------------------- | --------------------------------- |
| 丙組聯賽〈III〉升班         | 1973/74年；                       |
| 乙組聯賽〈III〉附加賽準決賽 | 1993/94年；                       |
| 丙組聯賽〈IV〉附加賽冠軍    | 1992/93年；                       |
| 丁組聯賽〈IV〉冠軍          | 1983/84年；                       |
| 丁組聯賽〈IV〉升班          | 1958/59年、1964/65年、1970/71年； |
| 議會全國聯賽附加賽冠軍      | 2011/12年、2021/22年；            |
| 議會全國聯賽附加賽決賽      | 2009/10年；                       |
| 議會全國聯賽附加賽準決賽    | 2006/07年；                       |
| 英格蘭足總盃準決賽          | 1954/55年；                       |
| 英格蘭聯賽盃半準決賽        | 1961/62年；                       |
| 英格蘭足總錦標冠軍          | 2011/12年；                       |
| 英格蘭足總錦標亞軍          | 2008/09年；                       |

## 著名球員
- 莊拿芬·格寧（Jonathan Greening）
- （Dean Kiely）
- 彼得·羅利馬（Peter Lorimer）
- 歷奇·沙比亞（Ricky Sbragia）
- （David Stockdale）

## 外部連結
- York City official website （页面存档备份，存于）